# يوم الاستقلال (فلم)
يوم الاستقلال (بالإنجليزية: Independence Day) هو فيلم خيال علمي حائز على جائزة أوسكار من إخراج رولان إيميريش يتحدث عن غزو فضائي للأرض
حقق الفيلم نجاح باهر حيث جمع في أمريكا 306,169,268 دولار أمريكي وعالميا 816,969,268 دولار أمريكي ليصبح المركز 38 كأعلى الأفلام دخلاً

## الحبكة
في 2 يوليو يتم اكتشاف سفينة فضائية غريبة تدور حول الأرض وتنفصل منها سفن أصغر تحيط بالأرض وتسبب تشوش للأقمار الصناعية، فيكتشف ديفيد ليفينسون أن التشويش نتيجة أن السفن الفضائية تستخدم الأقمار الصناعية لبث أشارة تنازلية للهجوم على الأرض فيقرر الذهاب إلى الرئيس الأمريكي لتحذيره فيأمر الرئيس الأمريكي بأجلاء الناس عن المدن ويغادر هو وطاقم البيت الأبيض
ولكن يبدأ هجوم الغزاة ويسبب تدمير رهيب للمدن وموت الملايين فيأمر الرئيس بهجوم القوات الجوية التي تهزم هزيمة ساحقة نتيجة لدرع الفضائيين وينجو منهم الكابتن ستيفن هيلي فقط بعد أن يتم أسر أحد الفضائيين
يكتشف الرئيس وجود المنطقة 51 التي أنشئت بدون علمه التي تحتوى على حطام طبق طائر يتبع الفضائيين فيقرر الرئيس استخدام القوة النووية التي لا تجدى بسبب دروع الفضائيين. ولكن ينجح ديفيد ليفينسون في تعطيل دروع حطام السفينة الفضائية المتواجدة في المنطقة 51 عن طريق أصابتها بفيروس للحاسب الألى ويقترح خطة تقضى بطيران السفينة الفضائية المتواجدة في المنطقة 51 إلى سفينة الغزاة الأم لزرع الفيروس فيها لتنقله إلى كل السفن الفضائية الموجودة في الأرض وتسبب تعطل دروعها
يوافق الرئيس على الخطة ويتقرر طيران الكابتن ستيفن هيلي وديفيد ليفينسون إلى السفينة الأم باستخدام السفينة الفضائية المتواجدة في المنطقة 51 لزرع الفيروس وتدمير السفينة_ الأم بعد ذلك وينجحا في ذلك وتنجح الغارة الجوية بقيادة الرئيس الأمريكي في تدمير سفينة للغزاة بعد تعطيل دروعها لتتساقط سفن الغزاة حول العالم وتحصل الأرض على حريتها

## فريق العمل
- ويل سميث هو الكابتن ستيفن هيلير طيار مقاتل على طائرة إف/إيه-18 هورنت ويحلم بالانضمام إلى ناسا
- بيل بولمان هو توماس وايتمور رئيس الولايات المتحدة الأمريكية
- جيف غولدبلوم هو ديفيد ليفينسون عالم الكترونيات يعمل في محطة تلفاز وهو الذي اكتشف خطة الفضائين لغزو الأرض واكتشف طريقة لهزيمتهم

ممثلي الكومبارس:
- Thomas Haden Church - ثوماس هيدين تشارش: وهو أول ممثل كمبارس يقتل في طائرة [إف/إيه-18 هورنت] وكان صديقاً لستيفين هيلير [ويل سميث]
- Mary McDonnell وهي Marilyn Whitmore زوجة الرئيس الأمريكي وتموت بعد غزو الكائنات الغريبة في المستشفى
- Margaret Colin وهي Constance Spano زوجة البطل الأول ديفيد وهي تعمل لدى الرئيس الأمريكي
- Judd Hirsch وهو أحد المجندين السابقين الذين سبقوا أن حاربوا في فيتنام وهو قد تم اختطافه من قبل الكائنات كما هو مذكور في السيناريو والحوار ولا أحد يصدقه في أول أحداث القيلم لأنه سكير

## أماكن التصوير
الولايات المتحدة الأمريكية، كينيا، مصر، آيسلندا، السويد وأستراليا

## الأيردات
| الموضوع         | الإيرادات (بالدولار الأمريكي) |
| --------------- | ----------------------------- |
| أمريكا وكندا    | 306,169,268                   |
| باقي دول العالم | 510,800,000                   |
| المجموع         | 816,969,268                   |

## وصلات خارجية
- يوم الاستقلال على موقع IMDb (الإنجليزية)
- يوم الاستقلال على موقع ميتاكريتيك (الإنجليزية)
- يوم الاستقلال على موقع الموسوعة البريطانية (الإنجليزية)
- يوم الاستقلال على موقع روتن توميتوز (الإنجليزية)
- يوم الاستقلال على موقع نتفليكس (الإنجليزية)
- يوم الاستقلال على موقع قاعدة بيانات الأفلام العربية
- يوم الاستقلال على موقع ألو سيني (الفرنسية)
- يوم الاستقلال على موقع Turner Classic Movies (الإنجليزية)
- يوم الاستقلال على موقع أول موفي (الإنجليزية)
- يوم الاستقلال على موقع بوكس أوفيس موجو (الإنجليزية)
- صفحته في IMDB
- صفحته في boxofficemojo